# Solanum
Solanum es un género de plantas herbáceas, arbustivas o trepadoras. El género tipo de la familia Solanaceae. Contiene especies comestibles y cultivadas, entre otras la patata, el tomate y la berenjena.

## Descripción

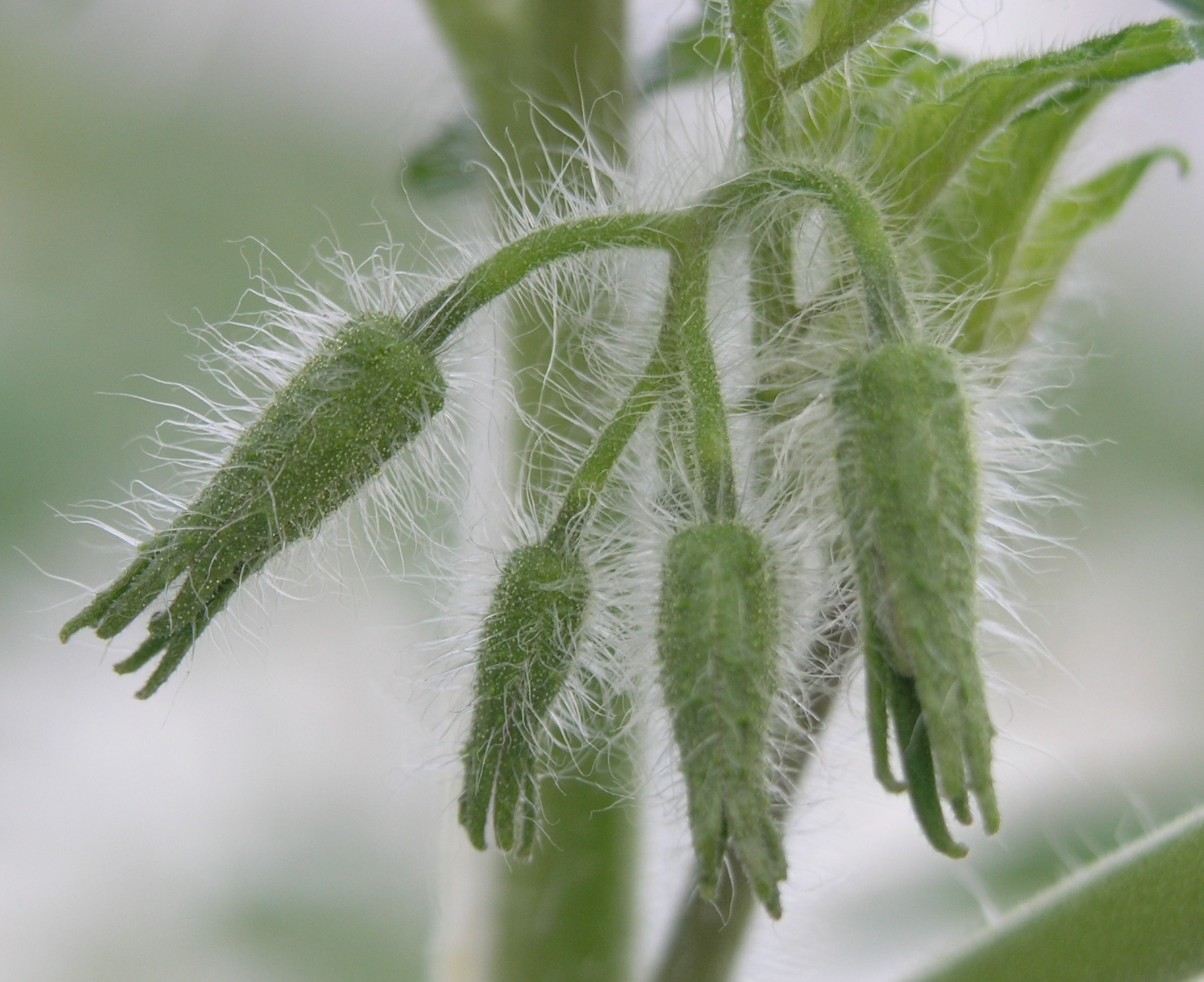
Pimpollos de tomate (Solanum lycopersicum), se observan los pelos o tricomas sobre el cáliz y el pedicelo.

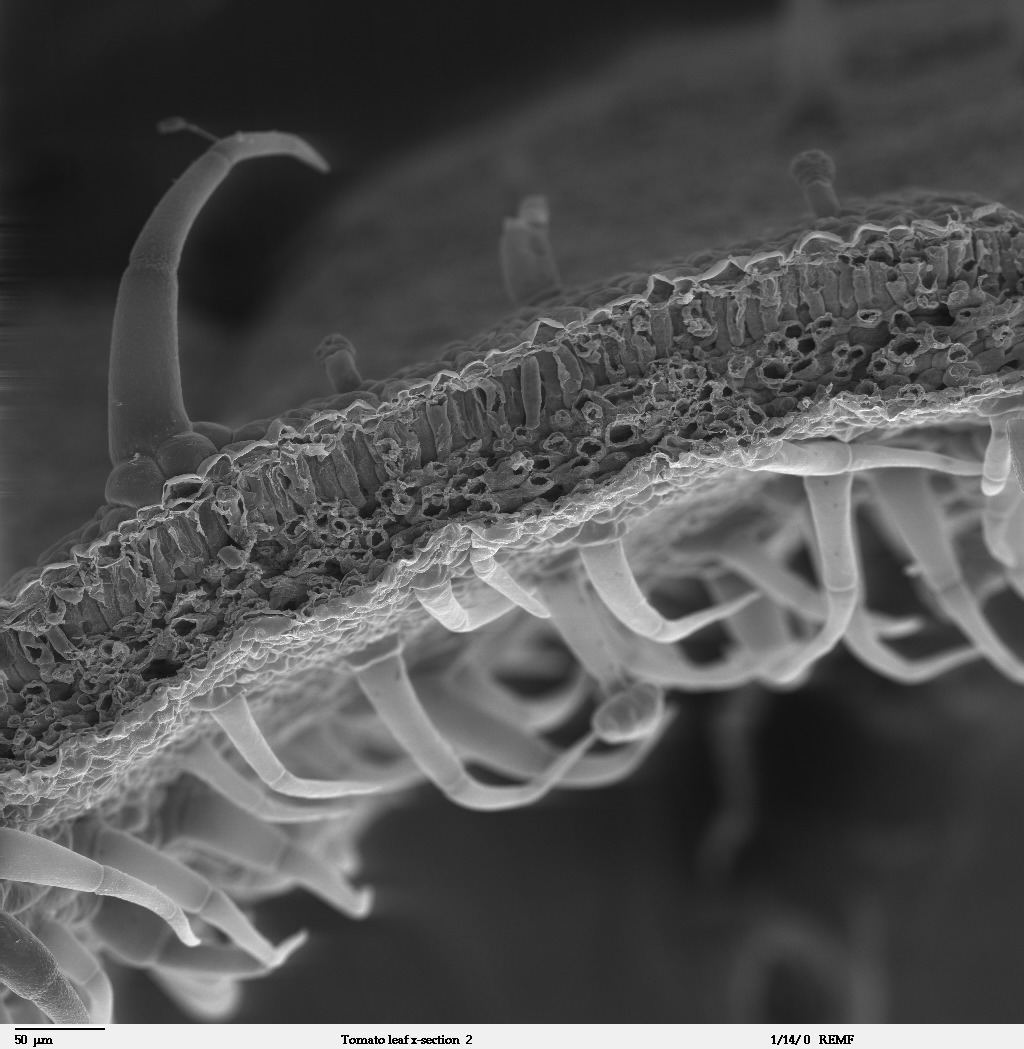
Microfotografía de una hoja de tomate (Solanum lycopersicum) en corte transversal, se observan los tricomas o pelos simples.

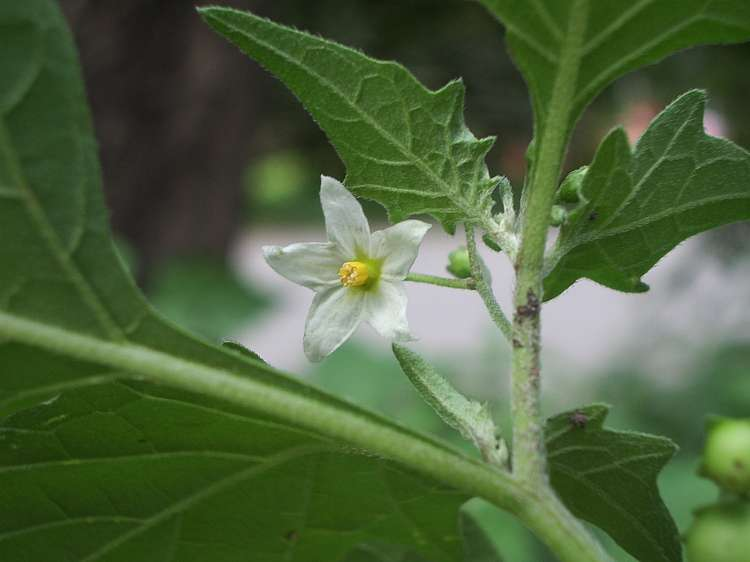
Flor de Solanum nigrum.

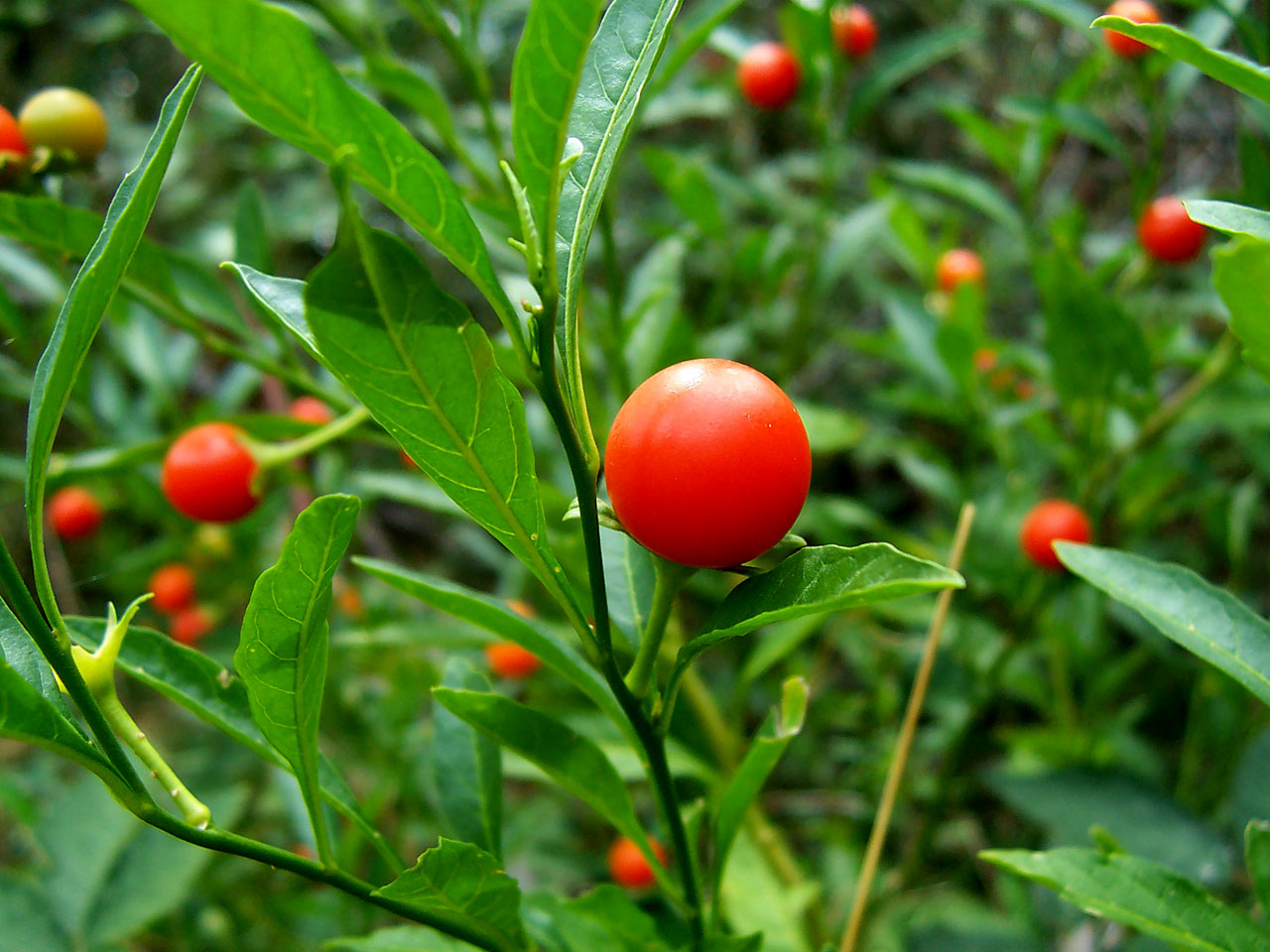
Bayas de Solanum pseudocapsicum.

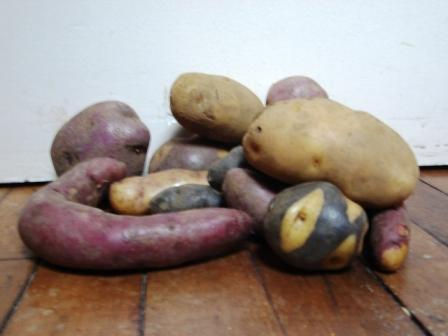
Distintos tipos de tubérculos de patata (Solanum tuberosum).

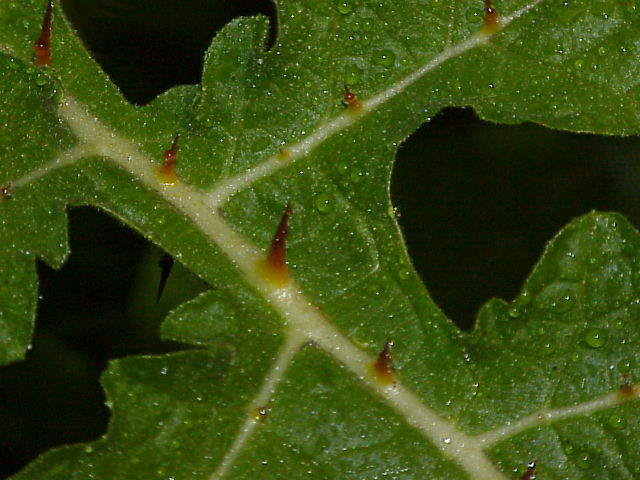
Espinas foliares en Solanum sisymbrifolium.

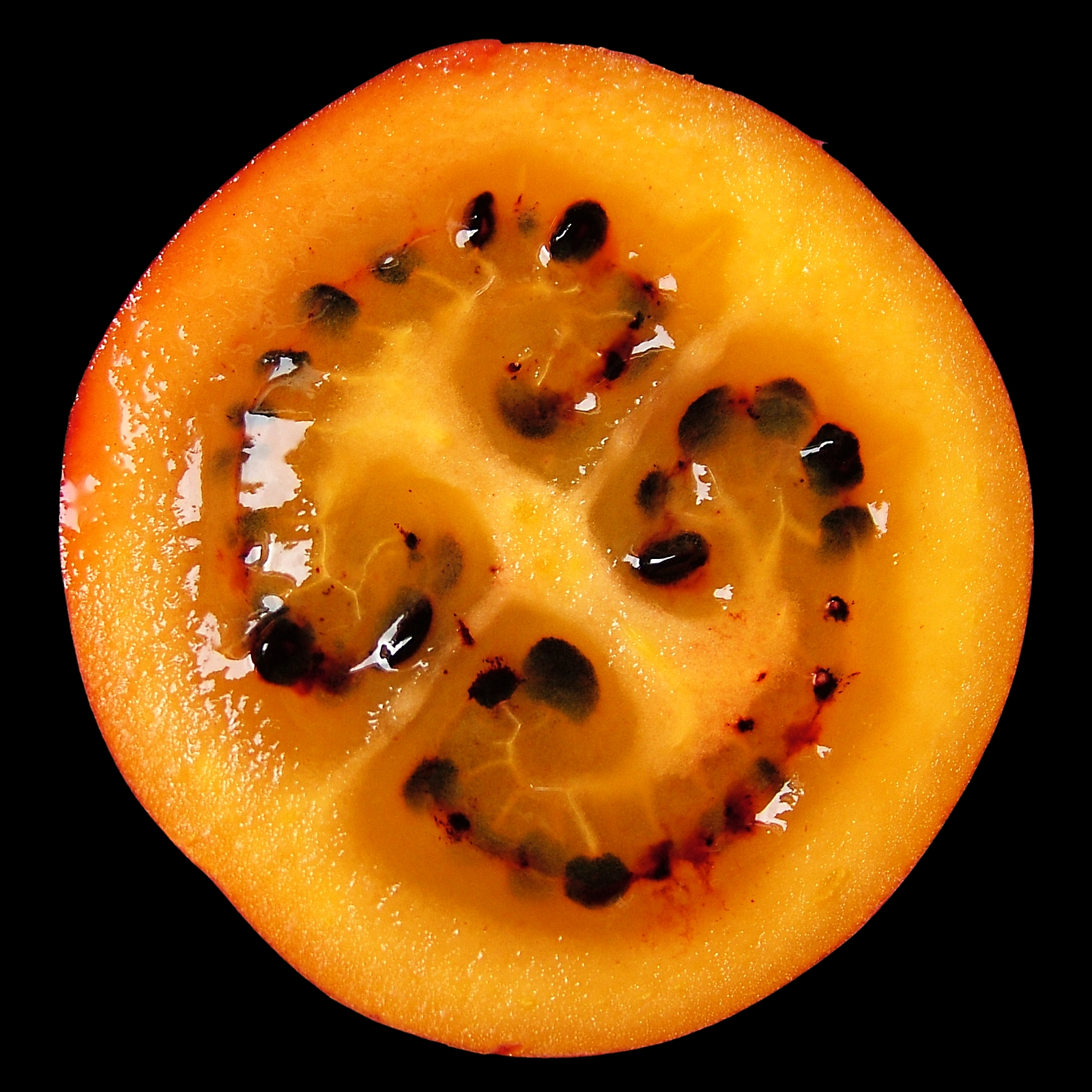
Semillas rodeadas de sustancia mucilaginosa en una baya de Solanum betaceum.

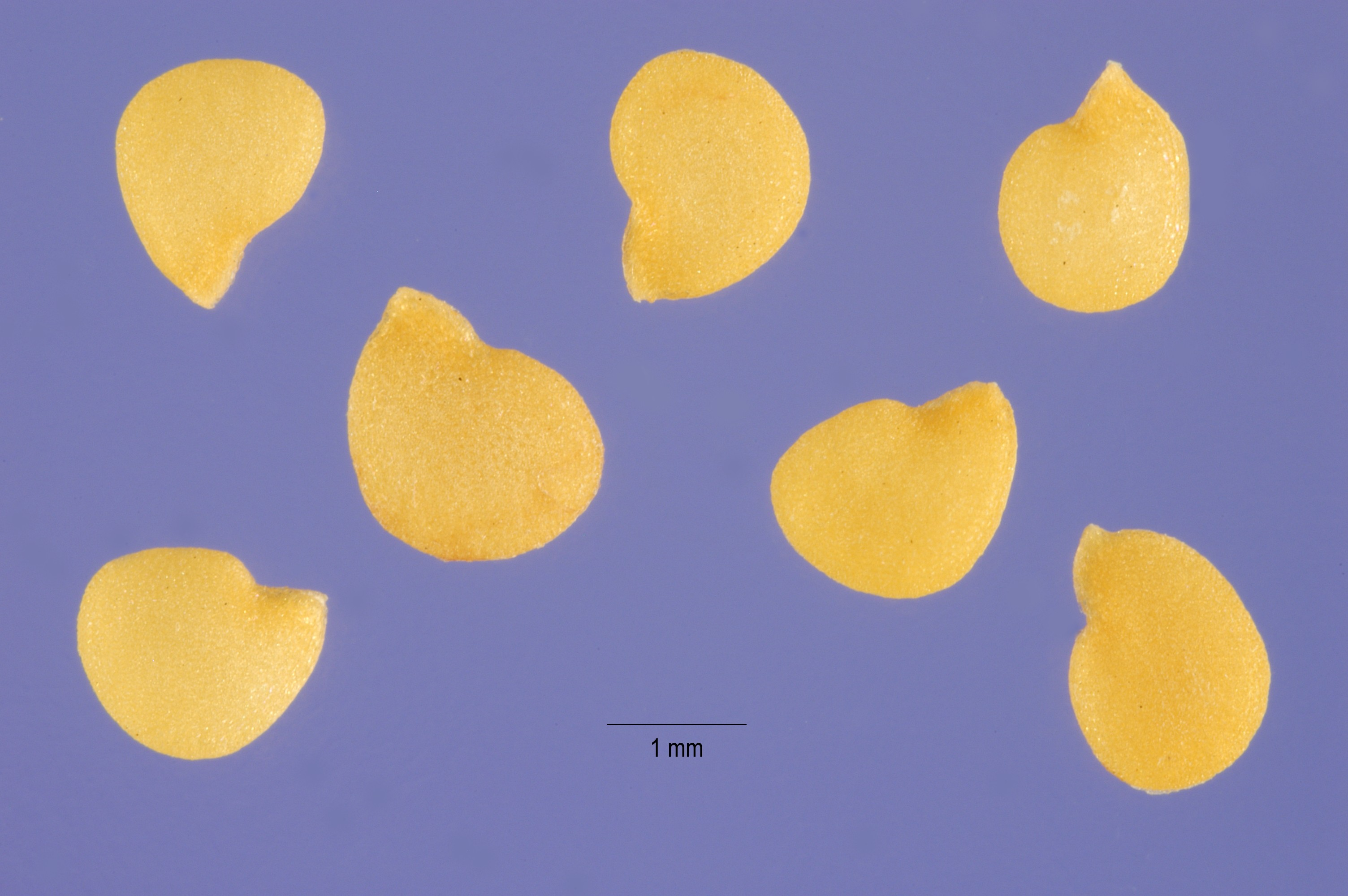
Semillas de Solanum nigrum.

Solanum comprende plantas herbáceas, arbustos, árboles o lianas, con o sin espinas, glabras o pubescentes, con pelos ramificados o simples, frecuentemente glandulares.
En la mayoría de las especies, el tallo es aéreo, circular o angular en sección transversal. No obstante, existe un grupo de especies dentro del género (la sección Petota) que, además, presenta dos tipos de tallos subterráneos: los rizomas y los tubérculos, por lo que se las conoce como especies tuberosas de solanum.  Los rizomas  están formados por brotes laterales más o menos largos que nacen de la base del tallo aéreo. Nacen alternadamente desde subnudos ubicados en los tallos aéreos y presentan un crecimiento horizontal bajo la superficie del suelo. Cada rizoma, en tanto, a través de un engrosamiento en su extremo distal, genera un tubérculo.  Estos tubérculos funcionan como órgano de almacenamiento de nutrientes. Los tubérculos están cubiertos por un ectodermo que aparece al romperse la epidermis que va engrosándose con el tiempo. Sobre su superficie existen "ojos", hundimientos para resguardar las yemas vegetativas que originan los tallos aéreos, que están dispuestos de forma helicoidal. Además, hay orificios que permiten la respiración, llamados lenticelas. Las lenticelas son circulares y el número de las mismas varía por unidad de superficie, tamaño del tubérculo y condiciones ambientales. Los tubérculos pueden presentar una forma alargada, redondeada u oblonga; su color, en tanto, puede ser blanco, amarillo, violeta o rojizo.
Las hojas son alternas o apareadas, simples a pinatilobadas o compuestas, pecioladas o sésiles, sin estípulas. La inflorescencia es una cima. 
Las flores son usualmente hermafroditas, actinomorfas o cigomorfas, formadas por cuatro ciclos de piezas florales, cada uno compuesto por cinco miembros.  El cáliz es acampanado, muchas veces acrescente en el fruto. La corola es rotada, campanulada, estrellada o urceolada. El color de la corola puede ser blanco, verde, amarillo, rosado, o púrpura. Los estambres pueden ser iguales o desiguales, los filamentos son en general cortos e insertos en la base de la corola. Las anteras son basifijas y se abren por poros terminales que muchas veces se expanden a aberturas longitudinales. Requieren polinización por zumbido. El ovario es bi-carpelar, con numerosos óvulos. El estilo está articulado en la base, el estigma es capitado. El fruto es una baya, generalmente globosa y carnosa, algunas veces ovoide o elípsoide, pero ocasionalmente seca, con muchas semillas chatas. Las semillas se hallan rodeadas de una sustancia mucilaginosa que impide la germinación.  
El embrión es curvo y el endosperma es abundante.
El número cromosómico básico es x=12 y 23.

### Alcaloides
Las plantas de este género son ricas en alcaloides (por ejemplo la solanina), potencialmente peligrosos para quienes las consuman,  por supuesto los frutos, (de algunas plantas), como el de Solanum lycopersicum, son seguros.

## Distribución
Solanum es uno de los géneros más grandes de Angiospermas, con unas 1250 especies como mínimo, y es comparable en tamaño con Senecio, Astragalus y Carex. Es de distribución mundial, con la mayor concentración de especies en el trópico y subtrópico. No obstante, la mayoría de las especies de Solanum son originarias de Sudamérica, especialmente en los Andes. Existen centros secundarios de diversidad y endemismo en Norteamérica, América Central, el este de Brasil, las Indias Occidentales, Australia, África y Madagascar.

## Taxonomía
El género ha sido creado por Joseph Pitton de Tournefort y publicado en Institutiones Rei Herbariae..., Editio tertia [...] Tomus primus, Clase II, Sectio VII, Genus I, p. 148 Archivado el 8 de marzo de 2017 en Wayback Machine., Tomus II, tab. 62, 1719; fue validado, más de 30 años después, por Carlos Linneo y publicado en Species Plantarum, vol. 1, p. 184, 1753 y su descripción ampliada en Genera Plantarum, n.º 224, p. 85 , 1754.

### Etimología
- Solanum: vocablo latino equivalente al Griego στρύχνος (strychnos) para designar el Solanum nigrum (la "Hierba mora") —y probablemente otras especies del género, incluida la berenjena[7]— , ya empleado por Plinio el Viejo en su Historia naturalis (21, 177 y 27, 132) y, antes, por Aulus Cornelius Celsus en De Re Medica (II, 33).[8] Podría ser relacionado con el Latín sol. -is, "el sol", debido a que la planta sería propia de sitios algo soleados.[9]

Con un número de unas 1250-1700 especies válidas censadas (casi 6500 sumando los sinónimos, nomen nudum, etc.) Solanum es el género más rico en especies de la familia Solanaceae y uno de los más grandes de las Angiospermas.
Los análisis filogenéticos sobre datos moleculares han permitido establecer o confirmar que los géneros Lycopersicon, Cyphomandra, Normania, y Triguera, previamente considerados independientes, en realidad se deben incluir dentro de Solanum. De hecho, todas las especies de esos 4 géneros han sido formalmente transferidas a Solanum.
Por el contrario, el género Lycianthes, algunas veces considerado dentro de Solanum, se ha demostrado que es un género separado.
Dentro de la familia de las solanáceas, Solanum se incluye en la subfamilia Solanoideae, caracterizada por sus semillas chatas y sus embriones curvos. Dentro de esta subfamilia, Solanum se dispone en la taxonómicamente compleja tribu Solaneae, un grupo grande de aproximadamente 34 géneros, cuyas relaciones filogenéticas todavía no están completamente aclaradas.
De acuerdo al ampliamente aceptado esquema de D'Arcy el cual está basado en la morfología de las especies del género, Solanum comprende 7 subgéneros y aproximadamente entre 60 a 70 secciones:
1. Solanum subgen. Archaesolanum Marzell
2. Solanum subgen. Bassovia (Aubl.) Bitter
3. Solanum subgen. Leptostemonum (Dunal) Bitter
4. Solanum subgen. Lyciosolanum Bitter
5. Solanum subgen. Minon Raf. 
Secciones Brevantherum, Holophylla
6. Solanum subgen. Potatoe (G. Don) D'Arcy
Secciones: Petota, Neolycopersicon, Dulcamara, Glaucophyllum, Basarthrum, Jasminosolanum, Rhychantherum
7. Solanum subgen. Solanum
Secciones Quadrangulare, Benderianum, Afrosolanum, Lemurisolanum, Macronesiotes, Solanum, Episarcophyllum, Delitescens, Capanulisolanum, Geminata, Pseudocapsicum, Chamaesarachidium

### Sinonimia
| - Amatula Medik. - Androcera Nutt. - Antimion Raf. - Aquartia Jacq. - Artorhiza Raf. - Bassovia Aubl. - Battata Hill - Bosleria A. Nelson - Ceranthera Raf. - Cliocarpus Miers - Cyathostyles Schott ex Meisn. - Cyphomandra Mart. ex Sendtn. - Diamonon Raf. - Dulcamara Moench - Fontqueriella Rothm. - Lycomela Fabr. | - Lycopersicon Mill. - Melongena Mill. - Normania Lowe - Nycterium Vent. - Ovaria Fabr. - Pallavicinia De Not. - Parmentiera Raf. - Petagnia Raf. - Pheliandra Werderm. - Pionandra Miers - Pseudocapsicum Medik. - Scubulus Raf. - Solanastrum Fabr. - Solanocharis Bitter - Solanopsis Bitter - Triguera Cav. |

### Especies
Las especies del género Solanum, debido a su elevado número, se han listado en el anexo Especies de Solanum.

## Importancia económica y cultural
Muchas especies del género presentan tubérculos y constituyen el grupo económicamente más importante. La mayoría de estas especies son indispensables para los programas futuros de mejoramiento genético de la patata porque son resistentes a temperaturas bajas, insectos, virus, y hongos; la mitad de las variedades de patatas cultivadas en algunos países de Europa contienen germoplasma de la patata silvestre mexicana Solanum demissum.
Solanum es un género de importancia económica mundial ya que incluye importantes cultivos tales como la papa o patata (Solanum tuberosum),  el tomate (Solanum lycopersicum) y la berenjena (Solanum melongena). 
Existen también varias especies cultivadas en menor escala por sus frutos, tubérculos u hojas comestibles y también como fuente de alcaloides medicinales valiosos. Algunos ejemplos de especies menos conocidas y cultivadas por sus frutos comestibles son el «tomate de árbol» (Solanum betaceum), la «naranjilla» (Solanum quitoense) y el «pepino» (Solanum muricatum), originarias del Nuevo Mundo, y Solanum aethiopicum y Solanum macrocarpon del Viejo Mundo.